# Ustawa organiczna
Ustawa organiczna – ustawa, która z punktu widzenia mocy prawnej jest usytuowana między konstytucją a ustawą. Różni się od konstytucji i od ustawy trybem uchwalenia i treścią. Uchwalana jest najczęściej większością bezwzględną.
Ustawy te są aktami prawnymi o charakterze rozwojowym. Określa się nimi: kwestie ordynacji wyborczych, kwestie związane z funkcjonowaniem konstytucyjnych organów państwa, kwestie praw, wolności i obowiązków człowieka i obywatela.
Pojęcie ustawy organicznej nie występuje w polskim prawie. Obowiązuje np. we Francji, w Hiszpanii, czy Rumunii.
Istotne cechy ustawy organicznej:
- jest to akt expressis verbis zapowiedziany w konstytucji danego państwa
- reguluje najdonioślejsze zagadnienia z punktu widzenia ustroju państwa
- ma moc prawną pośrednią między konstytucją a ustawą
- podlega obligatoryjnej kontroli prewencyjnej przez radę konstytucyjną (sąd konstytucyjny) przed wejściem w życie.